# Ernest Naville
Pour les articles homonymes, voir Naville.
 (août 2014).
Si vous disposez d'ouvrages ou d'articles de référence ou si vous connaissez des sites web de qualité traitant du thème abordé ici, merci de compléter l'article en donnant les références utiles à sa vérifiabilité et en les liant à la section « Notes et références ».
Ernest Naville, né le 13 décembre 1816 à Chancy et mort le 27 mai 1909 à Genève, est un théologien et philosophe genevois, correspondant dès 1865 de l'Institut de France. Il a publié les œuvres du philosophe français Maine de Biran. Il est l'auteur d'une série d'ouvrages sur la morale protestante, dont Le problème du Mal (1869), auquel se réfère Isidore Ducasse sous le pseudonyme de Comte de Lautréamont. Très populaire à Genève à la fin du XIXe siècle, il fut un des premiers penseurs de la représentation proportionnelle.

## Biographie
Jules-Ernest Naville est né en 1816 à Chancy, dans le canton de Genève, où son père François-Marc-Louis Naville était pasteur. Il grandit dans l'Institut de Vernier (aujourd'hui la mairie de cette commune) que son père loue en 1819 et achète l'année suivante pour y fonder une des premières écoles publiques d'Europe, dont la réputation va dépasser les frontières de Genève et de la Suisse[réf. nécessaire]. La pédagogie y est inspirée des travaux de Pestalozzi à Yverdon, de Zellweger à Trogen et du Père Grégoire Girard à Fribourg[réf. nécessaire]. Ernest y est formé avant de rejoindre l'Académie de Genève en 1833, en section philosophie. Il y étudie l'histoire naturelle avec Augustin-Pyramus de Candolle, les mathématiques avec Abraham Pascalis, la physique avec Auguste de la Rive, la philosophie avec Jacques Denys Choisy, la chimie avec Benjamin de la Planche et la mécanique avec Georges Maurice.

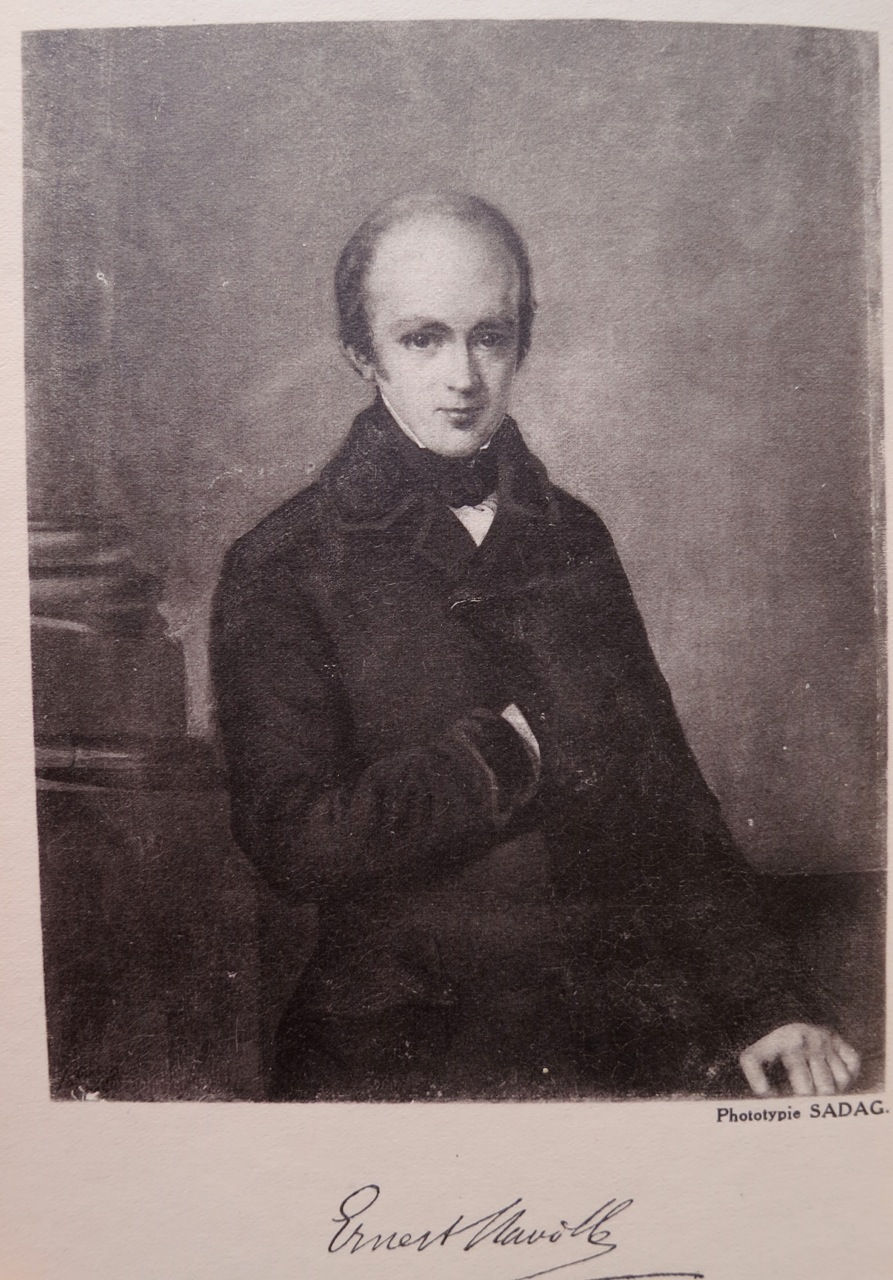
Ernest naville en 1848

En 1840, au retour d'un séjour à Florence et à Rome, il épouse Albertine Picot. Leur voyage de noces est prévu à Monnetier, sur le flanc du Salève, mais la pluie au Pas de l'Échelle, leur fait rebrousser chemin. Ils auront quatre enfants, Albert Naville (1841-1912), professeur d'histoire qui épouse Louise Turrettini en 1868, Constant-Louis (1843-1916), philosophe formé à Bonn et à Berlin, ambulancier pendant la guerre de 1870, secrétaire de l'école libre des Sciences politiques à Paris et botaniste, Henri-Adrien (1843-1930), qui épouse Isabelle Roguin en 1878, professeur de philosophie et auteur de plusieurs ouvrages de philosophie, de psychologie et de logique, spécialiste de l'histoire des sciences, et enfin Anne-Rose (1847-1859). Le chagrin causé par la mort prématurée de sa seule fille à l'âge de douze ans inspira à Ernest Naville ses conférences religieuses d'apologétique. Adrien Naville a eu pour enfant François Naville, qui joua un rôle de premier plan dans l'identification des auteurs du massacre de Katyn. Le sociologue trotskiste français Pierre Naville (1904-1993) est l'arrière petit-fils de Louis Naville (1812-1895), le frère aîné d'Ernest. Ernest Naville est ami avec Émile Boutmy.
Il est élu le 17 novembre 1864 à l'Académie des sciences, belles-lettres et arts de Savoie, avec pour titre académique Correspondant.
Ernest Naville meurt le 27 mai 1909, âgé de 92 ans. Les funérailles ont lieu le dimanche 30 mai, jour de Pentecôte. Après le service funèbre, célébré par les pasteurs Martin et Berguer au domicile du défunt, une cérémonie officielle a lieu au cimetière de Vernier en présence du recteur de l'Université et du Doyen de la faculté des lettres et des sciences sociales, qui prononce l'éloge du philosophe. La grande duchesse de Bade s'y est fait représenter par son chambellan. Toutes les sociétés d'étudiants sont représentées, avec leurs drapeaux. Le 1er juin 1909, le Journal de Genève lui consacre un feuilleton, sous la plume de l'écrivain Philippe Monnier. Son texte s'achève ainsi : « La face de Genève a changé. Sa physionomie intellectuelle n'est plus exactement ce qu'elle était hier encore. Un peuple est découronné de ce qu'il pouvait offrir et montrer de plus pur. Avec l'âme du juste qui s'en est allé, un grand pan de son histoire est tombé ».

## Les conférences d'Ernest Naville
Une partie des ouvrages d'Ernest Naville rassemblent les textes de ses conférences. La première, sur « La vie éternelle », eut lieu en novembre 1859 et fut suivie de six autres discours, sur le même thème. Chacun fut suivi par plus d'un millier d'hommes[réf. nécessaire] (les femmes étaient exclues) au Casino de Saint-Pierre, à la rue de l'Évêché de Genève. L'écrivain Henri-Frédéric Amiel, qui sera le successeur d'Ernest Naville à la chaire de philosophie de l'Académie, était dans la salle. Voici ce qu'il en dit dans son Journal : « 28 novembre 1859. Ce soir, entendu Ernest Naville. C'était admirable de sûreté, de loyauté, de clarté et de noblesse. Il a prouvé que la question de l'autre vie devait être posée, malgré tout. Beauté de caractère, grande puissance de parole, grand sérieux de la pensée, voilà ce qui éclate dans cette improvisation qui est aussi serrée qu'une lecture et qui ne se détache presque pas de ses citations (Bossuet et Jouffroy) dont elle est entremêlée ».
Ernest Naville sera invité à répéter ses lectures à Lausanne et y remplira la cathédrale Saint-François. Un autre cycle de conférence sera appelé « Le Père céleste », et un troisième, « le Problème du mal ».
L'écrivain et professeur Eugène Rambert critique la philosophie de Naville mais constate son incroyable succès. « M. Naville est aujourd’hui l’un des hommes les plus populaires de la Suisse française, celui qui a vu se presser autour de lui les foules les plus compactes », écrit-il en 1874 dans Écrivains Nationaux, cité par Jean de Senarclens : « La parole est nette, les idées fortement enchaînées. Bientôt M. Naville a conquis le respect de ses auditeurs les plus récalcitrants. Il ne veut pas plaire, il veut convaincre ; son discours est une action. Il veut que les adversaires mettent bas les armes devant lui, et reconnaissent la supériorité de ses arguments. Donc il raisonne, distingue, discute, démontre (...). On sent que le professeur est un homme, et que sa vie est engagée dans ses démonstrations. La voix commence à vibrer, la logique devient pressante. Point de coquetteries, point de complaisances, peu de développements oratoires : de la force partout. Le geste est sobre, mais il commande, et une émotion tout intérieure, qui semble venir de la conscience, donne aux arguments une vertu d’autorité. (...)  Il reste vrai d’ailleurs que le succès presque inouï des conférences de M. Naville a été le fait le plus saillant de la vie intellectuelle et religieuse de la Suisse romande, depuis la mort d’Alexandre Vinet jusqu’à la première levée de boucliers du protestantisme libéral. »
Eugène Rambert s'amuse surtout de ces femmes de Suisse romande, frustrées de ne pouvoir assister aux conférences d'Ernest Naville[réf. nécessaire], et le lui firent savoir. Le professeur s'inclina et donna deux conférences réservées aux femmes, sur le thème du Devoir.

## La proportionnelle
Depuis la révolution de 1846, la République genevoise était gouvernée par le parti radical de James Fazy. À partir de 1860, l'opposition des Indépendants qui jusque-là végétait se requinqua avec des dissidences du parti radical, l'arrivée de nouveaux politiciens conservateurs et les socialistes regroupés autour de Philip Becker. Dans le quartier de Saint-Gervais, le Cercle de la Ficelle apporta la composante populaire à l'opposition qui lui manquait. Le 21 août 1864, une élection complémentaire pour le Conseil d'État eut lieu. Fazi qui avait été éjecté du Conseil d'État en 1861 y vit une occasion d'y revenir. Les Indépendants lui opposèrent la candidature du financier Arthur Chenevière, qui obtint le plus grand nombre de suffrages. Des soupçons de fraude amenèrent le Grand Bureau à invalider l'élection le 22 août. L'opposition rassembla 5 000 personnes sur la Place du Molard et, en cortège, se rendit à l'Hôtel de Ville où un comité d'action préalablement nommé par la foule tenta d'arracher une décision du Conseil d'État pour valider l'élection de leur candidat. Convincus qu'un coup d'État avait lieu, les radicaux se rassemblèrent et une colonne se rendit à l'arsenal militaire où un grand nombre d'armes fut enlevées. Un affrontement eut lieu entre les deux groupes sur la rue de Chantepoulet. On dénombra trois morts et huit blessés. Des barricades furent ensuite élevées, les deux groupes campant sur leurs positions. Le soir même, la milice cantonale prit possession des barricades et libéra le Conseil d'État. À l'annonce de la fusillade, le Conseil fédéral jugea que les conditions d'une intervention fédérale étaient replies. Il nomma le radical vaudois Constant Fornerod commissaire avec les pleins pouvoirs pour ramener l'ordre à Genève. Un premier bataillon territorial arriva à Genève le 23 août. L'occupation fédérale de Genève dura jusqu'en janvier de l'année suivante. Finalement, l'élection d'Arthur Chenevière fut validée par le Conseil fédéral le 2 septembre 1864.
Ernest Naville, qui se montrait sévère avec le régime de James Fazy, rédigea un mémoire sur le 22 août 1864 intitulé Les élections de Genève, présenté au Conseil fédéral. Pour lui, l'émeute du 22 août n'était pas un accident mais relevait de l'organisation politique instituée par la constitution genevoise. Le système d'élection à la majorité, permettant à un parti d'emporter l'ensemble des sièges pour quelques voix de plus que l'opposition, était profondément injuste, capricieux et nourrissait les conflits. S'inspirant des travaux de Victor Considérant et de John Stuart Mill, avec qui il correspondit, il y appelait de ses vœux un nouveau système permettant de partager le pouvoir, un « système représentatif tel que toute voix aura sa valeur (et dans lequel) aucun groupe de citoyens ne pourra rester sans représentant ».
Le 9 janvier 1865, dans son salon, il fonda avec des Indépendants et des Radicaux l'« Association réformiste », Ce fut le premier lobby proportionnaliste au monde. Celle-ci ne cessa de perfectionner le système proportionnel, de développer des variantes sur le thème du scrutin de liste en donnant la liberté donnée à l'électeur de choisir ses candidats dans ces listes et même de panacher des listes, et d'en faire la promotion dans toute la Suisse. Des associations réformistes furent créées dans plusieurs cantons comme Neuchâtel, Zurich, Bâle, Vaud et Berne. En 1876, elles se regroupèrent pour former la Société suisse pour la représentation proportionnelle. Il fallut attendre les événements du Tessin pour que le premier canton l'adopte. Ce fut une première mondiale. Naville fut à l'œuvre pour persuader le Conseil fédéral que la solution au conflit politique au Tessin, qui connut le 11 septembre 1890 des événements similaires à ceux de Genève et une intervention militaire fédérale, que la proportionnelle permettrait d'éviter les bains de sang à l'avenir. Ce dernier l'écouta. En 1891, le Tessin adopta le scrutin proportionnel. Il fut immédiatement suivi de Neuchâtel et de Genève en 1892, puis de Zug en 1984, de Schwyz et Soleure en 1885. La proportionnelle fut introduite à l'échelon fédéral pour les élections de 1918. Aujourd'hui, en Suisse, seuls 4 cantons ne l'ont pas adoptée.
Le destin de la proportionnelle fut mondial et Ernest Naville entretint une correspondance avec de nombreuses personnalités pour débattre du principe, le promouvoir et suivre les progrès de la proportionnelle à l'étranger dont le bulletin de l'association faisait l'inventaire. Naville correspondit avec John Stuart Mill, Thomas Hare (qui avait développé en Grande-Bretagne le scrutin à votre unique transférable), Henry Richmond Droop à Londres, Victor D'Hondt (qui élabora le scrutin proportionnel en Belgique avec la méthode D'Hont), Maurice Vernes en France, Francis Fisher de Philadelphie, Jules de Smedt en Belgique, tous de fervents défenseurs de la proportionnelle dans leur pays. Il eut aussi une correspondance avec Napoléon III, le prince de prince de Bismarck, Don Pedro l'empereur du Brésil, Jules Simon, Yves Guyot.[réf. nécessaire].
Aux États-Unis, un puissant mouvement en faveur de la proportionnel prit forme à la fin du siècle et quelques-uns de ses protagonistes, comme Thomas Giplin, de Philadelphie, et Sidney Myers, de Chicago, entretinrent eux aussi une correspondance avec Ernest Naville sur la notion de scrutin proportionnel de liste que raffinait Ernest Naville. La Ligue nationale pour la représentation proportionnelle fondée en 1893 en Amérique adopta à l'issue de son congrès de Saratoga les 27 et 28 août 1895 le "modèle suisse" de représentation proportionnelle et, à la demande de Stoughton Cooley, le Secrétaire de la Ligue, une adresse au congrès fut rédigée par Ernest Naville.

## Grange Gaby
Ernest Naville fit en 1853 l'acquisition de terrains au sommet du Salève. Il y fait notamment bâtir à Grange Gaby, à 1 200 mètres d'altitude, un corps d'habitation à côté d'une ferme. Jusqu'à la fin de sa vie, il y passa les étés et y reçut de nombreux amis et personnalités, comme le capitaine Alfred Dreyfus, la grande-duchesse de Hesse et son neveu Guillaume (un garçon turbulent selon Ernest, lequel ignore encore qu’il a affaire au futur Guillaume II, empereur d’Allemagne) ainsi que des membres de la noblesse russe, telles Madame Sacha Bézobrazoff et Madame L.-A. de Polozoff, avec qui il entretient une correspondance suivie, ainsi que Piotr Arkadievitch Stolipine, qui rendit visite à Ernest Naville en 1885. À Grange Gaby venait aussi l’économiste italien Vilfredo Pareto, sans oublier, en 1877, Ulysses S. Grant, le vainqueur de la guerre de Sécession, amené là par James Bates, le fondateur de la Tribune de Genève, un habitué de la maison. Découvrant Genève du haut du Salève, le général s’exclame : « Quelle position pour bombarder la ville ! ».

## Œuvres
- La logique de l'hypothèse, Paris, Éd. Germer Baillière, coll. « Bibliothèque de philosophie contemporaine », 1880.
- La physique moderne études historiques et philosophiques, Paris, Éd. Germer Baillière, coll. « Bibliothèque de philosophie contemporaine », 1883.
- La définition de la philosophie, Paris, Félix Alcan, coll. « Bibliothèque de philosophie contemporaine », 1894.
- Le libre arbitre : étude philosophique, Paris, Félix Alcan, coll. « Bibliothèque de philosophie contemporaine », 1898.

## Source
- Roger Francillon, « Naville, Ernest » dans le Dictionnaire historique de la Suisse en ligne, version du 30 décembre 2008.